# Araujia sericifera
Araujia sericifera Brot., 1818, nota come pianta della seta è una pianta perenne appartenente alla famiglia Apocynaceae.

## Etimologia
Il genere (Araujia) è dedicato a António de Araújo e Azevedo, primo conte di Barca (1754-1817), botanico amatoriale portoghese che condusse studi scientifici e esperimenti nel suo giardino botanico.
L'epiteto specifico (sericifera) in latino significa "portatore di seta/che produce seta" e si riferisce ai peli setosi che circondano i semi all'interno dei frutti e che vengono utilizzati nelle composizioni di fiori secchi.

## Descrizione

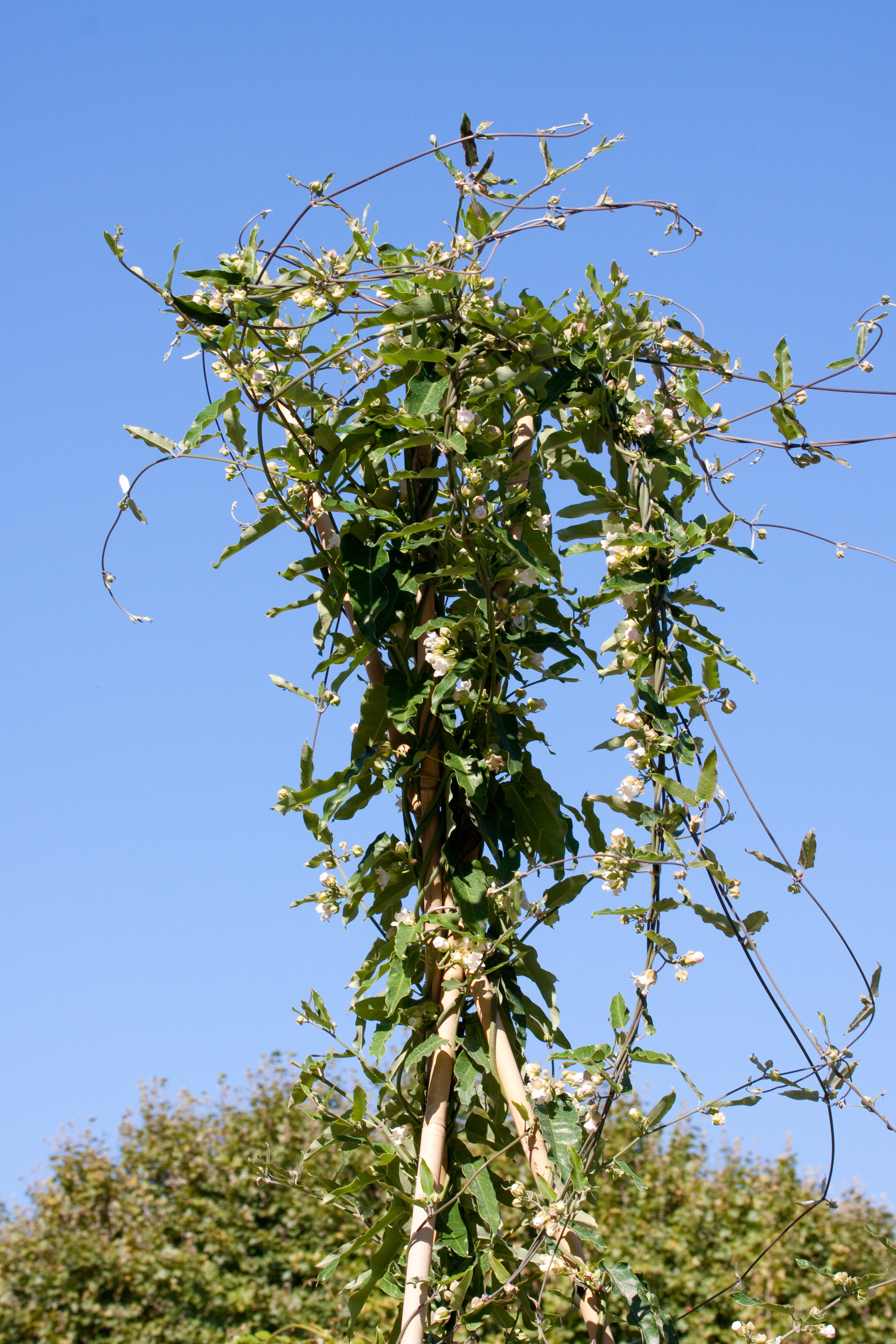
Portamento

Araujia sericifera è una liana perenne di circa 5-7 metri, a crescita veloce,  molto competitiva.
I fusti sono volubili e pubescenti, le foglie sono opposte, oblungo-lanceolate, intere, verdi e subglabre nella pagina superiore ma con tomento biancastro nella pagina inferiore.
I fiori sono riuniti in cime ascellari.
Il frutto è un follicolo che contiene semi piatti, ovato-lanceolati, rugosi, marrone, con pappo apicale.

## Distribuzione e habitat
La specie è originaria delle regioni tropicali del Sud America.
Ѐ stata introdotta in Europa, precisamente in Inghilterra, nel 1830 come pianta ornamentale ma si è velocemente diffusa diventando invasiva. Per quanto riguarda l'Italia, Saccardo riferisce che è giunta dall'Australia nel 1842. Nel 2010 ne è stata segnalata la spontaneizzazione in provincia di Trapani.